# Saint-Léger-en-Yvelines
Saint-Léger-en-Yvelines ist eine französische Gemeinde mit 1462 Einwohnern (Stand 1. Januar 2022) im Département Yvelines in der Region Île-de-France. Sie gehört zum Arrondissement Rambouillet und zum Kanton Rambouillet. Die Einwohner werden Léodégariens genannt.

## Geographie
Die Gemeinde gehört zum Regionalen Naturpark Haute Vallée de Chevreuse. Saint-Léger-en-Yvelines befindet sich etwa 37 Kilometer südwestlich von Versailles und umfasst eine Fläche von 3452 Hektar. Nachbargemeinden sind:
- Les Mesnuls im Nordosten
- Les Bréviaires im Osten
- Poigny-la-Forêt im Süden
- La Boissière-École im Südwesten
- Condé-sur-Vesgre im Südwesten
- Gambaiseuil im Nordwesten
- Grosrouvre im Nordwesten
- Montfort-l’Amaury im Norden

## Bevölkerungsentwicklung
| Jahr      | 1962 | 1968 | 1975 | 1982 | 1990 | 1999 | 2006 | 2011 |
| Einwohner | 680  | 641  | 806  | 969  | 1074 | 1322 | 1409 | 1491 |

## Sehenswürdigkeiten

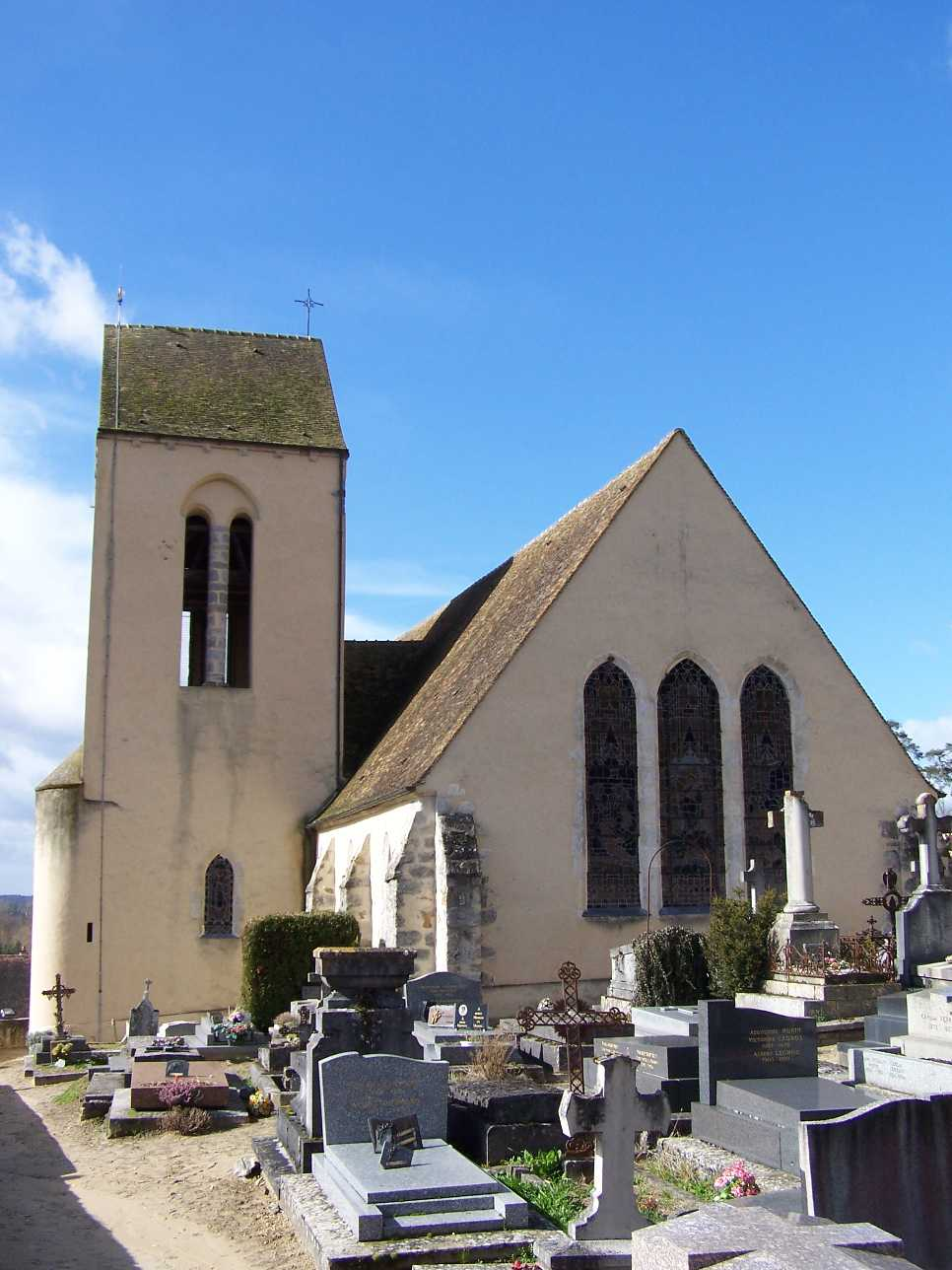
Kirche Saint-Jean-Baptiste

Siehe auch: Liste der Monuments historiques in Saint-Léger-en-Yvelines
- Kirche Saint-Jean-Baptiste aus dem 11. Jahrhundert

## Persönlichkeiten
- Der französische Schriftsteller Stanislas de Boufflers (1738–1815) lebte in der Gemeinde.
- Der britische Schriftsteller Peter Townsend (1914–1995) starb in Saint-Léger-en-Yvelines an Magenkrebs und wurde auf dem Gemeindefriedhof begraben.
- Der ehemalige französische Minister Robert Boulin (1920–1979) wurde 1979 tot in einem Waldstück in der Gemeinde aufgefunden.

## Gemeindepartnerschaften
- Turners Hill (Vereinigtes Königreich)
- Marliana (Italien)